# Slaget vid Lemo
Slaget vid Lemo var ett fältslag som utkämpades 19–20 juni 1808 under det finska kriget.

## Historia
Under slaget vid Lemo landsteg 2 000 svenskar med hjälp av den svenska flottan vid Lemo udde i S:t Karins i Egentliga Finland klockan sju på kvällen den 19 juni 1808. Deras mål var att erövra Åbo från ryssarna. Operationen började mycket gynnsamt för svenskarna, som efter landstigningen lyckades avancera flera kilometer norrut inom siktavstånd till Åbo. Där mötte ryska styrkor dem. Ryssarna organiserade snabbt ett försvar och 3 600 man koncentrerades vid Åbo. 
Svenskarna mötte tufft motstånd och tvingades dra sig tillbaka och evakuera till de fartyg som de hade kommit med. Vid ett tillfälle var situationen mycket allvarlig för ryssarna. Fredrik Vilhelm von Buxhoevden hade redan börjat planera en reträtt från Åbo. Åboborna samlades på en närbelägen kulle för att betrakta händelserna och detta gjorde inte heller ryssarna gladare eftersom de räddes en revolution i staden. Eberhard von Vegesack drog sina fartyg tillbaka mot de åländska öarna och ett sjöslag tog vid i den åboländska skärgården. Ryska förluster rapporterades uppgå till 300 man medan de svenska uppgick till strax över 200.

## Minnesmärke vid Lemo udde
Heidi Limnell har skapat minnesmärket Den döende krigaren över striderna på Lemo udde, döpt efter en dikt i Johan Ludvig Runebergs Fänrik Ståls sägner. Det står nära Alo-Lemo gård och restes i juni 2008.

## Slagskeden

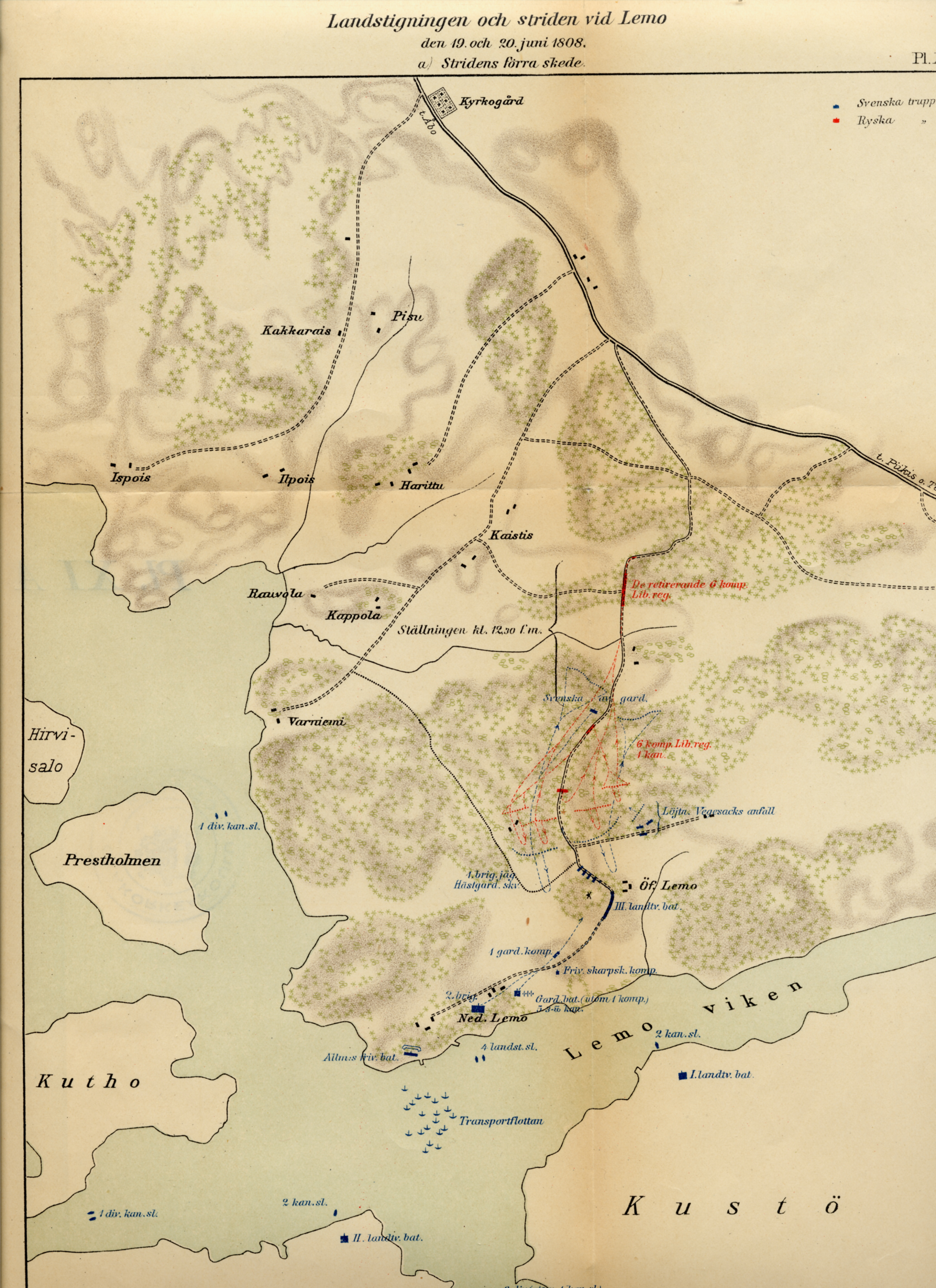
Första skedet i slaget vid Lemo.
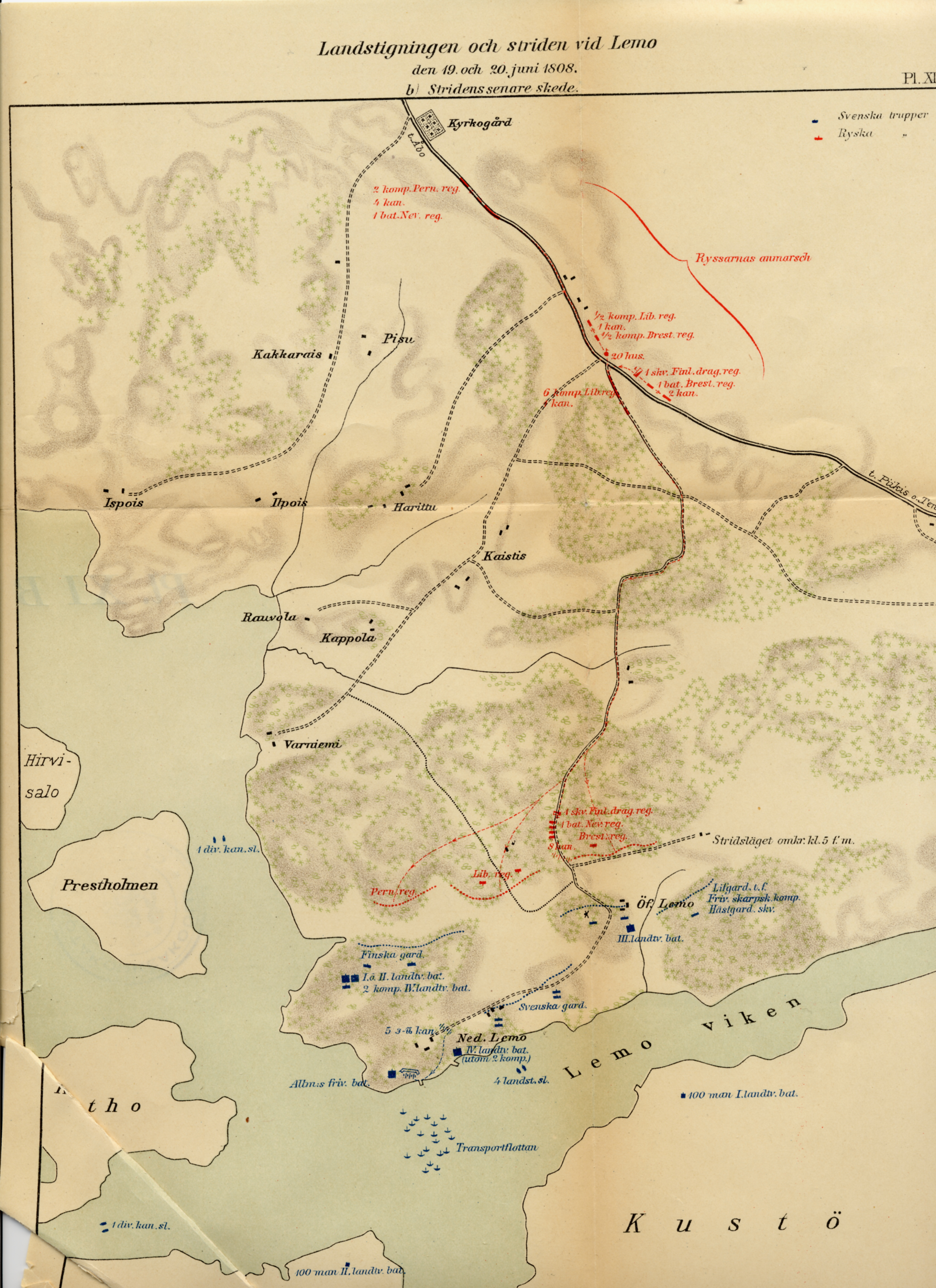
Andra skedet i slaget vid Lemo.